# Râul Medgidia
Râul Medgidia este un curs de apă, un afluent de dreapta, care se varsă în Canalul Dunăre-Marea Neagră.

## Hărți
- Harta Județului Constanța